# 分光化学系列
分光化学系列(ぶんこうかがくけいれつ、Spectrochemical series)とは、八面体型の金属錯体のd-d遷移のエネルギー差の大きさの順に従って、配位子と金属イオンを並べた序列のことである。槌田龍太郎によって提唱された。

## 概要
配位子の分光化学系列は以下の通りである。同一金属イオンの八面体型錯体において系列の後ろにあるものほどd-d遷移のエネルギー差が大きい(吸収波長が短い)。
{\displaystyle {\rm {I^{-}<Br^{-}<S^{2-}<\mathbf {S} CN^{-}<Cl^{-}<NO_{3}^{-}<F^{-}<OH^{-}<ox^{2-}<H_{2}O<\mathbf {N} CS^{-}<CH_{3}CN<NH_{3}<en<bpy<phen<\mathbf {N} O_{2}^{-}<PPh_{3}<\mathbf {C} N^{-}<\mathbf {C} O}}}
(孤立電子対を持つ原子が複数ある配位子については配位する原子をボールドで示した。ox:シュウ酸イオン、en:1,2-エチレンジアミン、bpy:2,2'-ビピリジン、phen:1,10-フェナントロリンである。)
金属イオンの分光化学系列は以下の通りである。同一配位子の八面体型錯体において系列の後ろにあるものほどd-d遷移のエネルギー差が大きい(吸収波長が短い)。
{\displaystyle {\rm {Mn^{2+}<Ni^{2+}<Co^{2+}<Fe^{2+}<V^{2+}<Fe^{3+}<Co^{3+}<Mn^{4+}<Mo^{3+}<Rh^{3+}<Ru^{3+}<Pd^{4+}<Ir^{3+}<Pt^{4+}}}}

### 配位子場理論による説明
分光化学系列は配位子場理論によるd軌道の配位子場分裂の大きさから説明される。
八面体型金属錯体においてはd軌道は低エネルギーのt2g群に属する3つの軌道(dxy、dyz、dzx)と、高エネルギーのeg群に属する2つの軌道(dx2-y2、dz2)に分裂する。
このときt2g群に属する軌道は配位子の軌道とπ軌道を形成して相互作用する。
一方、eg群に属する軌道は配位子の軌道と相互作用しない。
d-d遷移はt2g群の軌道からeg群の軌道への電子遷移であるから、そのエネルギー差はt2g群の軌道の相互作用により決定されることになる。
分光化学系列の前の方にある配位子、例えばハロゲン陰イオンではp軌道がt2g群に属する軌道と相互作用する。
相互作用の結果、p軌道、t2g群の軌道どちらよりもエネルギーの低いπ軌道と、どちらよりもエネルギーの高いπ*軌道が形成される。
p軌道はもともと電子対で占有されているため、この電子対がエネルギーの低いπ軌道を占める。
従って金属のt2g群の軌道を占有していたd電子はエネルギーの高いπ*軌道を占めざるを得ない。
d-d遷移はπ*軌道からeg群の軌道への遷移に変わるので、準位の間隔は小さくなることになる。
逆に分光化学系列の後ろの方にある配位子では、空のd軌道や配位子のπ*軌道がt2g群に属する軌道と相互作用する。
この場合には配位子の軌道が空であるので、金属のt2g群の軌道を占有していたd電子はエネルギーの低いπ軌道を占めることができる。
d-d遷移はπ軌道からeg群の軌道への遷移に変わるので、準位の間隔は大きくなることになる。
金属イオンの分光化学系列には周期表で下の周期の金属ほど系列の後ろに来る。
これは下の周期の金属の方が最外殻のd軌道の広がりが大きいため、配位子の軌道と強く相互作用できるためと考えられている。
また同一周期の金属イオンでは電荷の大きいイオンほど後ろに来るという性質も見られる。
これは電荷が大きいほうがイオン半径が小さくなり、配位子との結合距離が小さくなるので強く相互作用できるためと考えられている。

## f因子とg因子
分光化学系列を定量的に表したものとして配位子のf因子と金属イオンのg因子(磁気モーメントに関するg因子とは別物である)が知られている。
f因子は同一金属イオンに対するd-d遷移のエネルギー差を水を配位子とする場合を1として表したものである。
g因子はそれぞれの金属イオンにおけるd-d遷移のエネルギー差(一般には波数(cm-1)単位で表す)をf因子で割った値である。
どちらも値が大きいほど、分光化学系列で後ろ側に位置することを示す。